# Лубняни
Лубняни (пол. Łubniany) — село в Польщі, у гміні Лубняни Опольського повіту Опольського воєводства.
Населення — 1582 особи (2011).

## Демографія
Демографічна структура станом на 31 березня 2011 року:
|          | Загалом | Допрацездатний вік | Працездатний вік | Постпрацездатний вік |
| -------- | ------- | ------------------ | ---------------- | -------------------- |
| Чоловіки | 747     | 141                | 497              | 109                  |
| Жінки    | 835     | 134                | 500              | 201                  |
| Разом    | 1582    | 275                | 997              | 310                  |